# Biograd na Moru
Biograd na Moru (česky Chorvatský Bělehrad[zdroj?], italsky Zaravecchia, benátsky Xara Vécia – Starý Zadar) je přístavní město v severní Dalmácii v Chorvatsku, 28 km jihovýchodně od centra Zadaru.
Nachází se na malém poloostrově, který obklopují zátoky Bošana a Soline. V blízkosti města se nachází malé ostrůvky Planac a Sveta Katarina. Trajekt ho spojuje s vesnicí Tkon na ostrově Pašman. Průměrná teplota v lednu je 7 °C a 24 °C v červenci.

## Obyvatelstvo
V roce 2011 zde žilo 5 569 obyvatel. Pod město administrativně nenáleží žádná další sídla.

## Historie
Název Biograd na Moru znamená v překladu Bílé město na moři. Poprvé je zmiňováno v 10. století jako město založené chorvatským králem. Stal se hlavním městem, místem korunovací chorvatských králů a sídlem biskupů, své panovnické sídlo zde měl král Štěpán Držislav. 
V roce 1102 se zde uherský král Koloman nechal korunovat na chorvatského krále a celá země se tak na staletí stala součástí Uherského království. V roce 1202, když byl Zadar okupován křižáky ze čtvrté křížové výpravy, mnoho lidí uteklo do Biogradu. Proto je Biograd také někdy označován jako Zara vecchia ("Starý Zadar")
Během 13. a 14. století bylo město pod vládou vévodů z Cetiny, templářských rytířů z Vrany a vévodů Šubićů z Bribiru. 
V roce 1409 bylo město začleněno do Benátské republiky, a zůstalo její součástí až do roku 1797, kdy republika padla. V 16. a 17. století se v Biogradu formovala chorvatská armáda, která se značně angažovala ve válce proti Turkům. Během benátsko-tureckých válek bylo město značně poškozeno a dvakrát, v letech 1521 a 1646, vypáleno. 

### 20. století - současnost
Město má dlouhou turistickou tradici. První turisté sem začali přijíždět v roce 1920 z Československa. První hotel byl poté postaven v roce 1935.
V letech 1991-1993 bylo město značně poškozeno dlouhodobým bombardováním srbských jednotek během Chorvatské války za nezávislost.